# ديل كلوز
ديل كلوز (بالإنجليزية: Del Close)‏ مواليد 9 مارس 1934 في مانهاتن، الولايات المتحدة - الوفاة 4 مارس 1999 في شيكاغو، هو ممثل أمريكي بدأ مسيرته الفنية سنة 1960. امتدت مسيرته الفنية لأكثر من 39 عاما.

## الأعمال
- زخرفة أمريكية
- إجازة فيريس بيولر
- الممنوع لمسهم
- البلدة الكبيرة

## روابط خارجية
- ديل كلوز على موقع IMDb (الإنجليزية)
- ديل كلوز على موقع ألو سيني (الفرنسية)
- ديل كلوز على موقع ميوزك برينز (الإنجليزية)
- ديل كلوز على موقع قاعدة بيانات برودواي على الإنترنت (الإنجليزية)
- ديل كلوز على موقع قاعدة بيانات الأفلام السويدية (السويدية)
- ديل كلوز على موقع إن إن دي بي (الإنجليزية)
- ديل كلوز على موقع ديسكوغز (الإنجليزية)
- ديل كلوز على موقع قاعدة بيانات الفيلم (الإنجليزية)
- ديل كلوز على موقع كينوبويسك (الروسية)